# Hydraotes Chaos
Zu den interessantesten Geländeformen auf dem Mars zählen die sogenannten chaotischen Gebiete. Dabei handelt es sich um ausgedehnte Landschaften, in denen Dutzende oder sogar hunderte frei stehende und bis zu zweitausend Meter hohe Berge verstreut sind. Aus der Umlaufbahn fotografiert bilden sie ein bizarres, "chaotisches" Muster. Solche Gebiete finden sich in großer Ausdehnung gerade im Westen und Osten der Valles Marineris, des größten Canyons im Sonnensystem. Besonders typisch verkörpert Hydraotes Chaos diese Landschaftsform. Dieses große Becken liegt nahe dem Marsäquator im Marshochland.